# Hưng Trung Hội
Hưng Trung Hội (giản thể: 兴中会; phồn thể: 興中會; bính âm: xīng zhōng huì; Việt bính: hing1 zung1 wui6, chuyển nghĩa là Hội phục hưng Trung Quốc) là một tổ chức cách mạng bí mật hoạt động tại Trung Quốc và hải ngoại vào cuối thể kỷ XIX đầu thế kỷ XX, với tôn chỉ đánh đổ triều đình nhà Thanh hủ bại, phục hưng Trung Hoa. Tài liệu lịch sử của Trung Quốc Quốc dân Đảng ghi nhận Hưng Trung Hội là tổ chức tiền thân đầu tiên và lấy ngày thành lập Hội làm ngày kỷ niệm thành lập đầu tiên của đảng này.

## Lịch sử

### Nền tảng tư tưởng ban đầu
Cuối thế kỷ XIX, triều đình nhà Thanh suy thoái, hủ bại, đế quốc Trung Hoa rơi vào tình trạng yếu nhược tận cùng, thường xuyên bên ngoài bị các cường quốc bức hiếp, bên trong nội loạn khắp nơi, dân chúng đói khổ lầm than. Đặc biệt với phong trào Thái Bình Thiên Quốc và cuộc chiến tranh Thanh-Nhật, Trung Quốc đã thể hiện rõ sự lạc hậu và yếu kém của truyền thống cổ truyền trước sức mạnh hiện đại của giá trị văn minh Tây phương.
Cuối thập niên 1880, Tôn Dật Tiên, một sinh viên y khoa trẻ đang học tại Hongkong, thường xuyên cùng với một số bạn hữu đàm luận chính trị, hình thành những ý tưởng cách mạng tân tiến nhằm đánh đổ sự lạc hậu, bảo thủ, tiếp thu kiến thức và công nghệ tiên tiến của phương Tây, khôi phục lại đất nước. Do lập trường phản đối triều đình nhà Thanh bảo thủ, lạc hậu, nhóm thường bị những người có xu hướng bảo hoàng gọi là Tứ đại khấu (Bốn tên giặc).
Năm 1891, Tôn thường xuyên gặp gỡ những người bạn cách mạng ở Hongkong, bao gồm Dương Cù Vân, người lãnh đạo và sáng lập tổ chức Phụ Nhân văn xã (輔仁文社), có xu hướng truyền bá tư tưởng lật đổ nhà Thanh. Trong những nỗ lực cuối cùng tìm kiếm sự thức tỉnh của triều đình nhà Thanh, năm 1894, Tôn đã viết một bản kiến nghị 8.000 chữ gửi đại thần Lý Hồng Chương trình bày ý tưởng của mình để hiện đại hóa Trung Quốc. Thậm chí Tôn còn đến Thiên Tân để đích thân trình bày bản kiến nghị với Lý nhưng không được tiếp kiến.

### Thành lập
Sau trải nghiệm này, Tôn hiểu ra sự hủ bại của triều đình và chuyển hẳn sang con cách mạng. Ông rời Trung Quốc đến Hawaii, cùng với các đồng chí của mình thành lập Hưng Trung Hội vào ngày 24 tháng 11 năm 1894 tại Honolulu. Tôn chỉ của Hội là chấn hưng Trung Hoa, làm cách mạng cứu nguy đất nước. Hội phát triển trong giới Hoa kiều hải ngoại, đặc biệt là thuộc tầng lớp xã hội thấp. Hội viên nhập hội phải tuyên thệ với lời thề: "Tiêu diệt người Mãn, khôi phục Trung Hoa, thành lập chính phủ quốc dân. Nếu có hai lòng, trời cao chứng giám."
Ban đầu, lãnh đạo Hội là Lưu Tường, giữ chức Chủ tịch, và Hà Khoan, giữ chức Phó chủ tịch. Tuy nhiên không lâu sau đó, Lưu Tường đã rời bỏ Hưng Trung Hội, vì vậy, Hà Khoan đảm nhiệm vai trò lãnh đạo Hội tại hải ngoại.
Cùng khi đó, Tôn Trung Sơn đã trở lại Hong Kong đầu năm 1895. Ông đã có cuộc gặp gỡ lần nữa với Dương Cù Vân, và với sự giúp đỡ của Uông Liệt, một thành viên cũ của "Tứ đại khấu", đồng thời cũng là một thành viên của Phụ Nhân văn xã, đã đạt được thỏa thuận sát nhập giữa 2 tổ chức. Ngày 21 tháng 2 năm 1895, Tôn cùng với các bạn đồng chí Trần Thiếu Bạch, Dương Hạc Linh, Uông Liệt, Lục Hạo Đông, Trịnh Sĩ Lương, Trình Khuê Quang... cùng với Dương Cù Vân tiến hành hợp nhất 2 tổ chức. Tại Hongkong thành lập Hưng Trung Hội Tổng hội, do Hoàng Vịnh Thương làm Lâm thời Chủ tịch. Tổ chức Hưng Trung Hội tại Hawaii được chuyển thành Chi hội, vẫn do Hà Khoan phụ trách. Lời thề của Hội cũng được đổi lại thành: "Đánh đuổi người Mãn, khôi phục Trung Hoa, thành lập chính phủ quốc dân."
Cơ quan chấp hành của Tổng hội Hưng Trung Hội được gọi là Biện sự xứ, do Dương Cù Vân và Tôn Trung Sơn trực tiếp lãnh đạo. Ban lãnh đạo Tổng hội được ngụy trang dưới danh nghĩa ban điều hành một cơ sở kinh doanh gọi là "Càn Hanh hãng" (乾亨行),:90 đóng tại số 13 phố Staunton, khu Trung Hoàn, Hồng Kông. Cơ cấu lãnh đạo gồm các nhân sự giữ các chức vụ Tổng biện (Tổng giám đốc), Hiệp biện (Phó tổng giám đốc), Quản khố (Thủ quỹ), Hoa văn Văn án (phụ trách văn thư tiếng Hoa), Dương văn văn án (phụ trách văn thư ngoại ngữ). Ngoài ra còn có ban quan quản trị (đổng sự) gồm 10 người. Tổng hội cũng phát hành các trái phiếu để gây quỹ.

### Khởi nghĩa Quảng Châu
Vào tháng 10 năm 1895, Hưng Trung Hội đã lên kế hoạch phóng ra một cuộc nổi dậy trong Quảng Châu, với Dương trực tiếp nổi dậy trong Hong Kong nơi nguồn tài chính và địa điểm huấn luận được cung cấp bởi Li Ki-tong. Tuy nhiên, kế hoạch bị rò rỉ và hơn 70 thành viên, bao gồm Lục Hạo Đông, một bạn học của Tôn, bị bắt bởi chính phủ nhà Thanh.
Dưới sức ép từ chính phủ nhà Thanh trong lục địa Trung Quốc, nhà đương cục thuộc địa Anh ở Hồng Kong đã ép Dương và Tôn phải rời đi, ngăn họ vào Hong Kong trên 5 năm. Dương đã đi tới Johannesburg, Nam Phi, qua Singapore and sau tới Nhật Bản, nơi ông đã ở lại từ 1896 -1899 để mở rộng hội và truyền bá ý tưởng của nó.
Nhóm đã mất sức mạnh của nó sau thất bại nổi dậy từ năm 1895 tới 1900, theo Concise History of Hong Kong.
Nó sau đó được sát nhập thành Trung Quốc Đồng minh hội, sau trở thành Trung Quốc Quốc dân Đảng.